# バイドゥ (イルハン朝)
バイドゥ（Baydu, ? - 1295年10月4日）は、イルハン朝の第6代君主（在位：1295年）。初代君主フレグの五男タラガイの子。『集史』その他のペルシア語資料では単に بايدو Bāydū、バイドゥ・ハン بايدو خان Bāydū Khān と書かれる。

## 人物
1282年、叔父テグデルが第3代君主に即位した後、ホラーサーン方面諸軍の長であった従兄で先代君主アバカの長男アルグンはこれ不服として反乱を企て、テグデルの傘下にあったバグダードなどの地方行政に干渉を始めた。バイドゥはアルグンの異母弟ガイハトゥらとともにこのアルグンの幕下にあった。1284年、アルグンは即位すると弟ガイハトゥや長男ガザンなど自らの即位を擁護した王族たちを各地に分封し、バイドゥもバグダードの統治権を任された。
1291年3月、アルグンがアゼルバイジャン低地のアッラーン地方で幕営中に没した。その直後、バグダードに居たバイドゥはルーム地方にいたガイハトゥよりも早くその訃報を受けた。麾下の諸将から推戴を受けたものの、ガイハトゥからの報復を怖れて警戒し、「チンギス・ハンのヤサ（規範）に従えば、先主の後継者にはその子か兄弟に帰するべきであり、従兄弟である自分は相応しくない」と述べて辞退した。ガイハトゥに服従の誓約書を差し出し、彼の即位に同意した。
1295年、アルグンの後を継ぎイルハン朝の第5代君主となっていたガイハトゥが失政を続けて人望を失っているのを見て、反乱を起こしてガイハトゥを捕らえて処刑し、自ら第6代の君主として即位した。しかし、即位からわずか半年後、ガザン・ハン（第4代君主アルグンの子）が反乱を起こしてバイドゥを討ち破り、バイドゥを廃位の上、処刑した。
バイドゥの息子は、キプチャク、アリー、ムハンマドの3人が知られている。この内、キプチャクはバイドゥとともに処刑されたが、他の子息たちは免じられたようで、このバイドゥの息子アリーの子が第9代君主アブー・サイードが没した後にイルハン朝の君主位を争った王族のひとり、ムーサーである。

## 宗室
『集史』には「ガイハトゥ紀」はあるが、バイドゥの本紀は設けられていない。しかし、イルハン朝時代後期、『集史』の編纂後に著されたムスタウフィー・カズヴィーニーの『選史』（1333年）などでは「バイドゥ・ハン」と呼ばれ、8ヶ月間君主位に即いたことが書かれている。以下は『集史』フレグ・ハン紀・五男タラガイ条および『五族譜』、『高貴系譜』による。

### 父母
- 父　タラガイ
- 母　カラクチン
- 姉妹　イシル

### 后妃
- シャー・アラム
- ドラダイ・イデチの娘 - チャガン・タタル部族出身

### 男子
- キプチャク - 母 シャー・アラム。父バイドゥとともに処刑される
- アリー - ムーサーの父
- ムハンマド - 母 トラダイ・イデチの娘